# Deutsche Schwimmmeisterschaften 1921
Die 36. Deutschen Meisterschaften im Schwimmen fanden im Jahr 1921 in Leipzig im Auensee statt.
| Disziplin       | Männer           | Männer              | Männer | Frauen          | Frauen                | Frauen |
| Disziplin       | Name             | Verein              | Zeit   | Name            | Verein                | Zeit   |
| --------------- | ---------------- | ------------------- | ------ | --------------- | --------------------- | ------ |
| 100 m Freistil  | Herbert Heinrich | Poseidon Leipzig    |        | Grete Rosenberg | Hannover 92           |        |
| 400 m Freistil  | Herbert Heinrich | Poseidon Leipzig    |        |                 |                       |        |
| 1500 m Freistil | Bernhard Skamper | Sparta Köln         |        |                 |                       |        |
| 100 m Brust     | Erich Rademacher | SC Hellas Magdeburg |        | Erna Murray     | Berliner SSC Germania |        |
| 100 m Rücken    | Gustav Frölich   | SC Hellas Magdeburg |        | Erna Murray     | Berliner SSC Germania |        |